# تومي غرانت (لاعب كرة قدم كندية)
تومي غرانت هو لاعب كرة قدم كندية كندي، ولد في 9 يناير 1935 في وندسور في كندا، وتوفي في 18 أكتوبر 2011 في لندن في كندا.